# Constantin Alsheimer

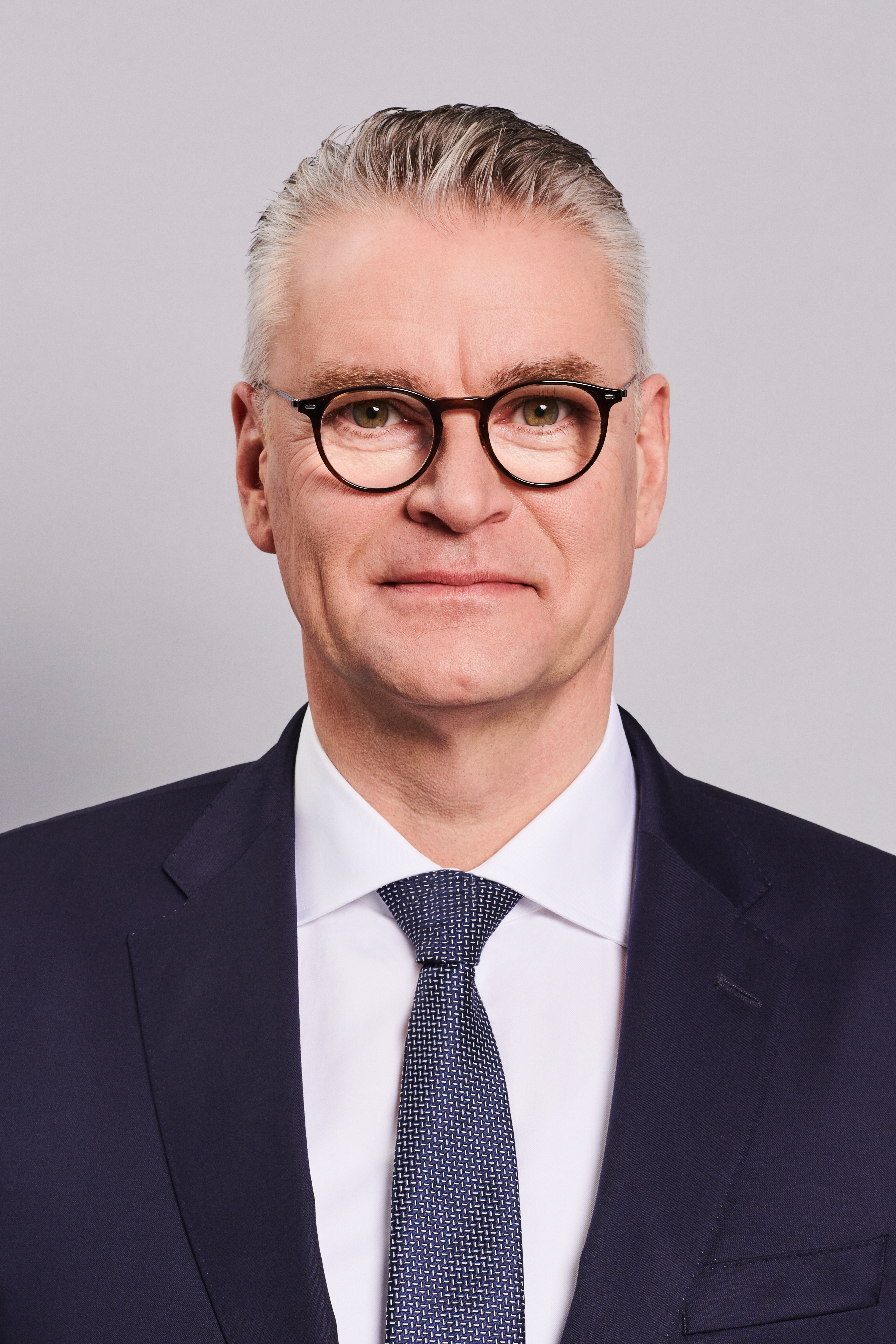
Constantin Alsheimer, 2024

Constantin H. Alsheimer (* 8. März 1969 in Bad Homburg vor der Höhe) ist ein deutscher Manager und seit Januar 2024 Vorstandsvorsitzender der Thüga Aktiengesellschaft mit Sitz in München. Die Thüga ist an rund 100 Stadtwerken und Regionalversorgern beteiligt und bildet damit das größte kommunale kooperative Netzwerk dieser Art in Deutschland. Von Januar 2009 bis Dezember 2023 war er Vorstandsvorsitzender der Mainova AG, Frankfurt am Main.

## Ausbildung und berufliche Tätigkeit
Nach dem Studium der Rechtswissenschaften in Frankfurt am Main und Mainz begann der gelernte Bankkaufmann eine Tätigkeit als Jurist im Geschäftsbereich Structured Finance bei der Frankfurter Investmentbank Dresdner Kleinwort Benson. Im Jahr 2000 promovierte er zu dem Thema „Rechtsnatur derivativer Finanzinstrumente und ihre Darstellung im Jahresabschluß“ an der Johannes Gutenberg-Universität in Mainz zum Doktor der Rechte.
Als Leiter des Büros des Stadtkämmerers der Stadt Frankfurt von 2000 bis 2005 war er zeitweise Vorsitzender des Aufsichtsrats und der Gesellschafterversammlung der DSM Deutsche Städte-Medien, die er im Auftrag von 26 deutschen Großstädten privatisierte. Von 2002 bis Mitte 2006 war er zudem als Geschäftsführer der Abfallverbrennungsanlage Nordweststadt (AVA) tätig, die mit dem Ausbau der Anlage zu einem modernen Müllheizkraftwerk beauftragt war.
Im Januar 2006 wurde Alsheimer Mitglied des Vorstands der Mainova, als dessen Vorsitzender er ab Januar 2009 fungierte. In dieser Funktion wurde Alsheimer zweimal, zuletzt im April 2018, für weitere fünf Jahre vom Aufsichtsrat der Mainova bestätigt.
Im Jahr 2009 verhandelte Alsheimer zusammen mit Herbert Dombrowsky (N-ERGIE), Michael Feist (Stadtwerke Hannover) und Thorsten Radensleben (Badenova) den Kaufvertrag zum Erwerb der Anteile an der Thüga von E.ON. Der Kauf der Thüga durch das kommunale Erwerberkonsortium erlangte in der Presse hohe Aufmerksamkeit. Im Jahr 2010 wurde Alsheimer zusammen mit den anderen drei Verhandlungsführern die von der Zeitschrift „Energie & Management“ jährlich vergebene Auszeichnung „Energiemanager des Jahres“ verliehen.
Von 2006 an war er Mitglied der Geschäftsführung der Stadtwerke Frankfurt am Main Holding GmbH (SWFH) und von 2008 bis 2017 der Sprecher der Geschäftsführung.
Im Juli 2022 wurde bekannt, dass Alsheimer seinen Vorstandsvertrag mit der Mainova AG nicht verlängern und spätestens zum Januar 2024 als Vorstandsvorsitzender zur Thüga AG wechseln wird.

## Privates
Alsheimer, Sohn des im Jahre 2013 verstorbenen Frankfurter Hochschullehrers Herbert Alsheimer, ist verheiratet und hat drei Kinder.